# Салтарин блакитноголовий
Салтарин блакитноголовий (Lepidothrix coeruleocapilla) — вид горобцеподібних птахів родини манакінових (Pipridae).

## Поширення
Ендемік Перу. Він поширений у високому тропічному поясі на східному схилі Анд центральної та південно-східної частини Перу (від півдня Уануко на південь до Пуно). Мешкає у підліску вологих передгірських лісів і низьких гір на висоті від 700 до 1600 метрів над рівнем моря.